# Port lotniczy Charlottesville-Albemarle
Port lotniczy Charlottesville-Albemarle (IATA: CHO, ICAO: KCHO) – port lotniczy położony 12 km na północ od Charlottesville, w stanie Wirginia, w Stanach Zjednoczonych.